# Mesen tijdens de Eerste Wereldoorlog

Situering van Mesen

Tijdens de Eerste Wereldoorlog beleefde de stad Mesen (Frans: Messines) in West-Vlaanderen, niet ver van de Franse grens, de meest ingrijpende gebeurtenissen in haar bestaan.

## Eerste slag om Mesen (10 oktober 1914 – 2 november 1914)
Om te beginnen ging het om een stellingenoorlog. Er was geen mobiliteit te bespeuren. Iedereen had zichzelf ingegraven in loopgraven. Tijdens deze slag waren er verschillen doelen te bereiken. De Duitsers wilden naar de Britse linies, via de Franse kust, om ze de weg naar Calais en Boulogne te versperren. De Britten wilden noordoostwaarts om de Duitsers te slim af te zijn.
Deze twee tegengestelde doelen ontbrandden op 21 oktober 1914 in bittere gevechten. Doel: de heuvelrug van Mesen De Britten stelden zich op in het oosten van het dorp en kregen terreinwinst over het nabijgelegen Hollebeke. De Duitsers waren op dat moment in bezit van het Kasteel van François Deleu. Ze waren niet op de hoogte van de doortocht van de Britten.
De Britten waren in deze fase met de mindere aantallen maar bleven overeind. Hun stellingen waren sterk. Er waren aanvallen op 22 en 23 oktober 1914, zonder terreinwinst voor de Duitsers. Hierna was het een week stil tot de Duitsers opnieuw aanvielen, maar de Britten waren voorbereid en hadden zich verspreid. Daardoor leden ze beperkte verliezen. In deze strijd werden de Britten bijgestaan door moslims uit hun koloniën. Op 31 oktober 1914 kwam er een nieuwe Duitse aanval. De Duitsers zouden een tulband gedragen hebben om de Britten te misleiden. Op deze dag namen de Duisters de noordflank van de heuvelrug in en het nabijgelegen dorp Wijtschate. Beide kampen leden zware verliezen.
Zowel vriend als vijand besefte dat ze even zullen vertoeven op hun huidige vestiging. De winter kwam en loopgraven begonnen onder te lopen. Op 15 en 16 december 1914 probeerden de Britten een nieuwe aanval. De Duitsers waren voorbereid en smoorden de aanval in de kiem. Doordat de Duitsers een breed uitzicht hadden, werd er niets ondernomen. Als er een teken van actie was, in het kamp van de vijand, werd dat meteen opgemerkt en aangepakt.
Op Kerstdag werd er een Kerstbestand gesloten. Beide kampen begaven zich naar het ‘niemandsland’ om er te voetballen. De doden werden begraven en herstellingswerken aan de loopgraven aangevat.

## Tweede slag om Mesen (7 juni 1917 – 14 juni 1917)

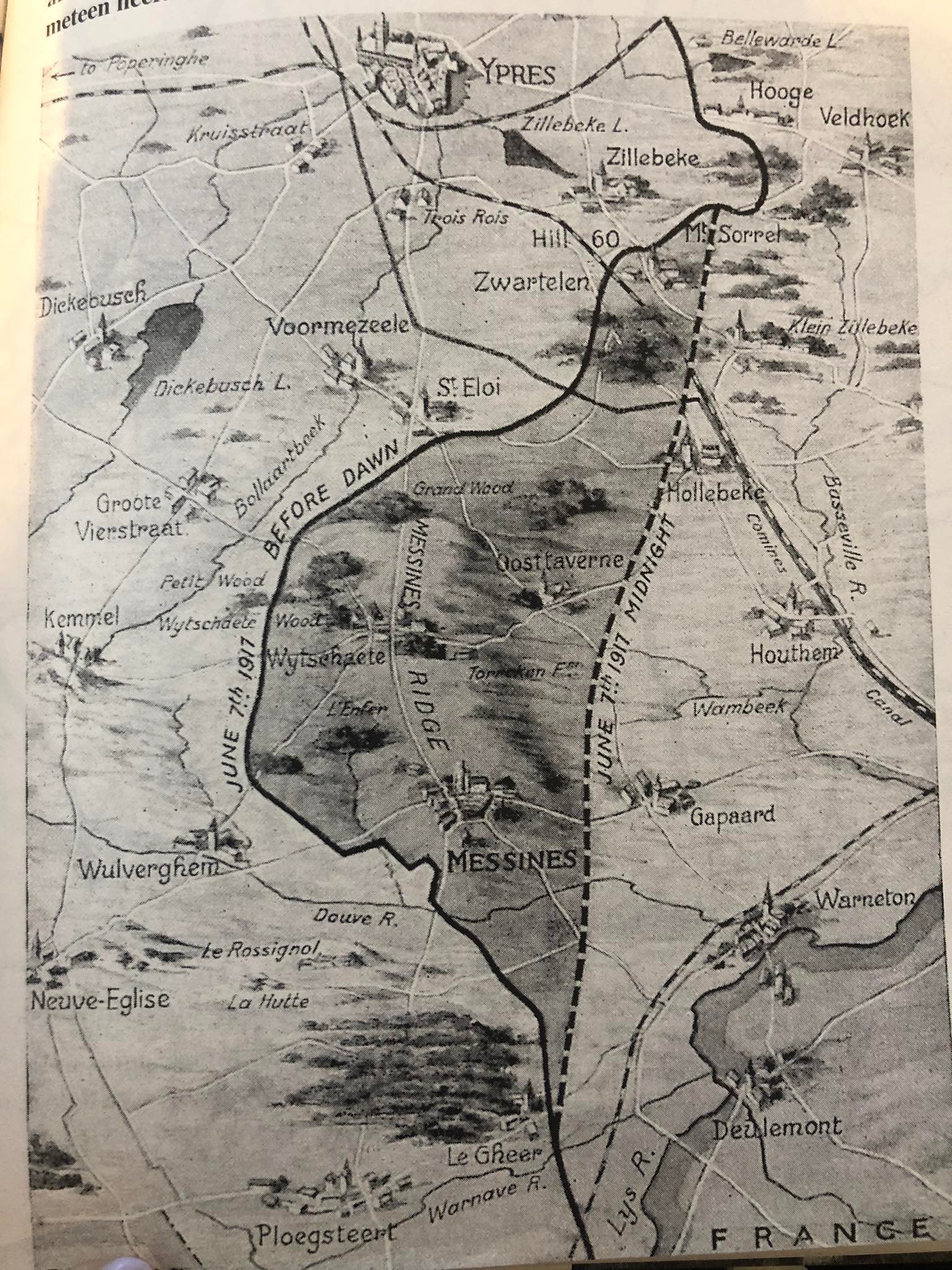
Terreinwinst van de Britten op 7 juni 1917

Deze slag staat bekend als het ‘Magnum Opus’. Hier werd het meest over geschreven. Tijdens de tweede slag om Mesen was er één doel: de Duitsers verdringen van de heuvelrug. Zolang de Duitsers de rug in handen hadden, was elke actie vanuit de Ieperboog gedoemd om te mislukken.
In het jaar 1915 kwam generaal sir Herbert Plumer, bevelhebber van het Tweede Leger, met een plan. Het vergde jaren voorbereiding en de grootste voorzichtigheid want de Duitsers mochten er geen lucht van krijgen.
Kilometers aan gangen en galerijen graven om de Duitsers – letterlijk – te ondermijnen en ze op te blazen. De Duitsers hadden door dat de Britten gangen hadden gegraven en hebben op hun beurt enkele ervan laten inzakken of laten vollopen met water. Ze waren ervan overtuigd dat de gangen onbruikbaar waren. Niets was minder waar. Terwijl de Britten ondergronds bezig waren, zaten de Duitsers bovengronds niet stil. Ze hadden zich ingegraven in de flank van de heuvelrug, waardoor ze een ongeschonden uitzicht kregen over de achterste Britse linies.
Vóór de tweede slag om Mesen begon, ondernamen de Britten schijnbombardementen als afleiding. Alsook kregen de Britten er heel wat vliegtuigen bij. Door deze toevoeging hadden ze voor het eerst de bovenhand in het luchtruim. Ze maakten hier gebruik van om de vijand te fotograferen en te bombarderen. De Britten schoten 44 toestellen van de Duitsers uit de lucht en verloren er zelf tien. Ook waren ze in staat om opstijgende Duitse vliegtuigen aan de grond te houden.
Op 16 mei 1917 werd er door de Britten een controle gedaan van de loopgraven. Ze vonden welgeteld één soldaat van de vijand in de eerste linie, deze werd gedood. In de tweede linie hadden ze minder geluk. Daar zijn ze gebotst op een groep Duitsers. De Britse opmars werd gestaakt.
Op 7 juni 1917 was het de bedoeling om 19 mijnen op te blazen en zware beschietingen uit te voeren. Er waren enkele mijnen kapot door overstromingen maar deze zouden het plan niet in de war mogen sturen. Twee jaar graafwerk deed de grond beven over zes kilometer. De explosies waren te voelen tot Londen en Rijsel en zorgden ervoor dat de Duitsers niet in staat waren om zich te verdedigen. Na de ontploffingen kwam de artillerie: 700 mitrailleurs en 428 mortieren ondersteunden het oprukken. De Britten vonden de Duitse loopgraven verlaten terug. Voedsel, wapens, persoonlijke bezittingen werden achter gelaten. Linie per linie namen de Britten de heuvelrug terug in. Hier en daar waren er nog enkelen die tevergeefs de heuvelrug beschermden, maar de Britten waren te dominant. De enkelingen werden gedwongen tot overgave. In de week die volgde namen de Britten systematisch alle loopgraven en uitkijkposten van de Duitsers over. Op 11 juni trokken de Duitsers zich terug.

## Derde slag om Mesen (10 april 1918 – 11 april 1918)
In de nacht van 9 op 10 april 1918, openden de Duitsers het vuur op de Britten. Omwille van het mistige weer was het moeilijk om vriend en vijand te lokaliseren. Ze probeerden Mesen te heroveren. Echter bevond de Britse linie zich op de westelijke flank van de heuvelrug. De mist trok op en de Duitsers werden onder vuur genomen. De Zuid–Afrikanen kwamen helpen om de Duitsers te verdrijven. Na een gevecht van twee en een half uur konden de Duitsers de stad Mesen terug innemen. Vastberaden gingen ze verder. Ze wilden terug bezit krijgen over Wijtschate, dat op dit moment in handen was van de Britten. Op de ochtend van 11 juni botsten de Duitsers op de Schotten en vervolgens trokken ze zich terug.

## Geallieerd eindoffensief (28 september 1918 – 11 november 1918)
Op 28 september 1918 rukten de Belgen voor het eerst uit. Samen met de Fransen en de Britten gingen ze in de aanval. De eerste Duitse stelling werd diezelfde middag al in genomen. De dag erna trokken ze verder via Passendale, waar ook de volgende stelling eraan moest geloven. Er werd geprobeerd om ook een derde stelling in te nemen maar dit was tevergeefs. De eerste fase zag er wel goed uit. Ze waren zo een 12 à 15 km vooruitgekomen en hadden heel wat materieel kunnen buitmaken.
De tweede fase van het eindoffensief was van 14 tot 20 oktober 1918. Na hevige gevechten waren de Fransen er in geslaagd om Roeselare in te nemen. De Belgen ontfermden zich over Ledegem en de Britten kregen ondertussen versterking van de Amerikanen. Deze laatste staken het kanaal Roeselare–Leie over. Aan de andere kant verlieten de Belgen hun stellingen aan de IJzer om via de kust landinwaarts te trekken. De tweede fase werd afgesloten met een bezoek aan het bevrijde Brugge op 21 en 25 oktober 1918.
In de derde fase slaagde de Amerikanen er in om de Schelde over te steken, in Oudenaarde, waardoor de Duitsers zich moesten terugtrekken. Op 3 november kwamen ook de Belgen aan bij het kanaal. Een volgende fase is er nooit gekomen. België stond onder invloed van marxistische en anarchistische revoltes. De Duitsers konden geen weerstand meer bieden. Op 11 november om 11u kwam er een wapenstilstand.

## Galerij

Duitse bunker - Maakte deel uit van de Duitse 1e linie. Tijdens de Mijnenslag (beter bekend als de Tweede Slag om Mesen) van juni 1917 werd ze veroverd door de Britten. In het voorjaar van 1918 (Lente–Offensief) werd ze heroverd door de Duitsers.
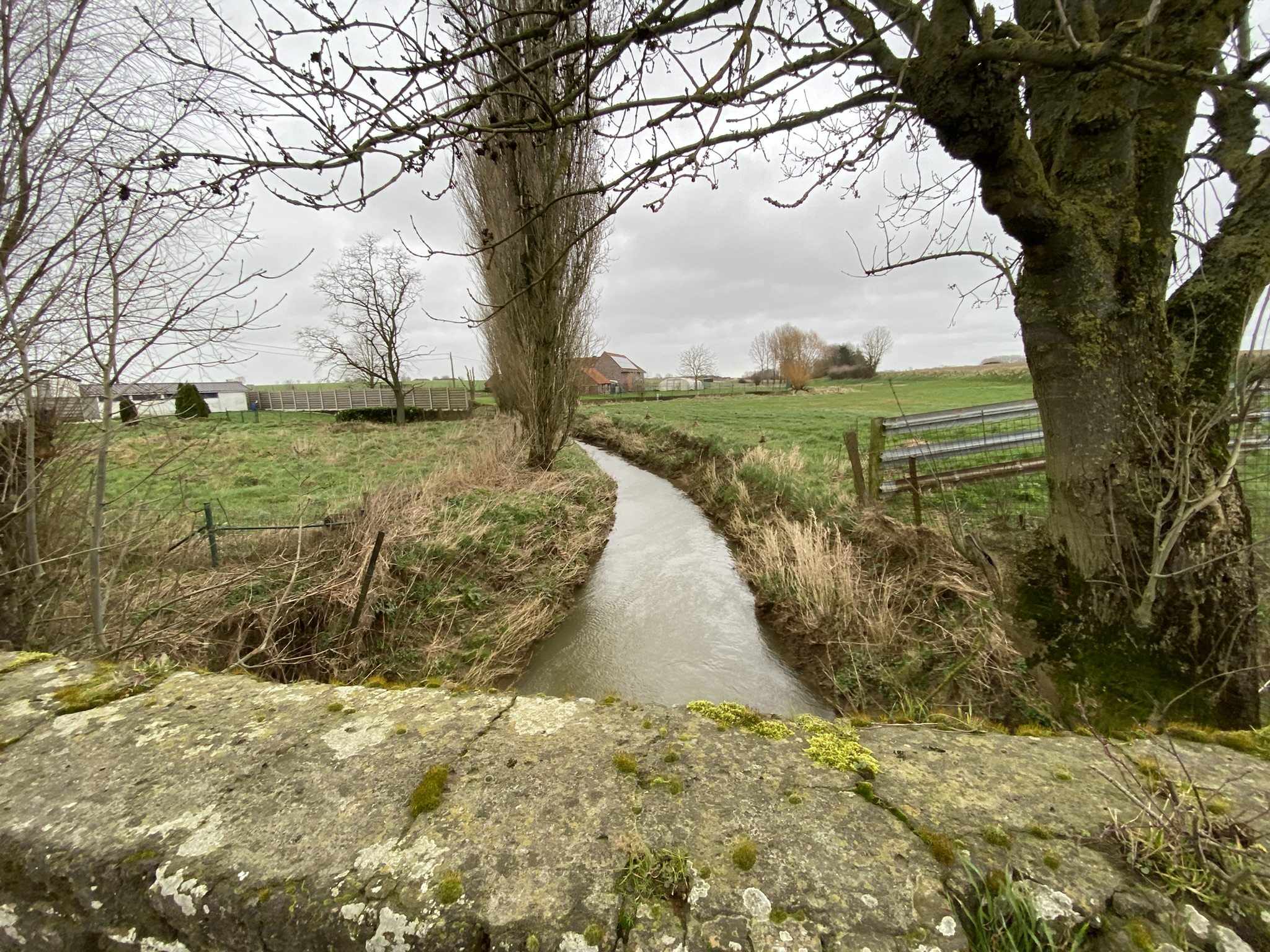
Douvebeek - Beek in West-Vlaanderen. Loopt deels door Henegouwen.
Australische betonconstructie - Bovengrondse betonconstructie gelegen op de flank van de heuvelrug van Mesen. Het is een geallieerde constructie uit 1917.
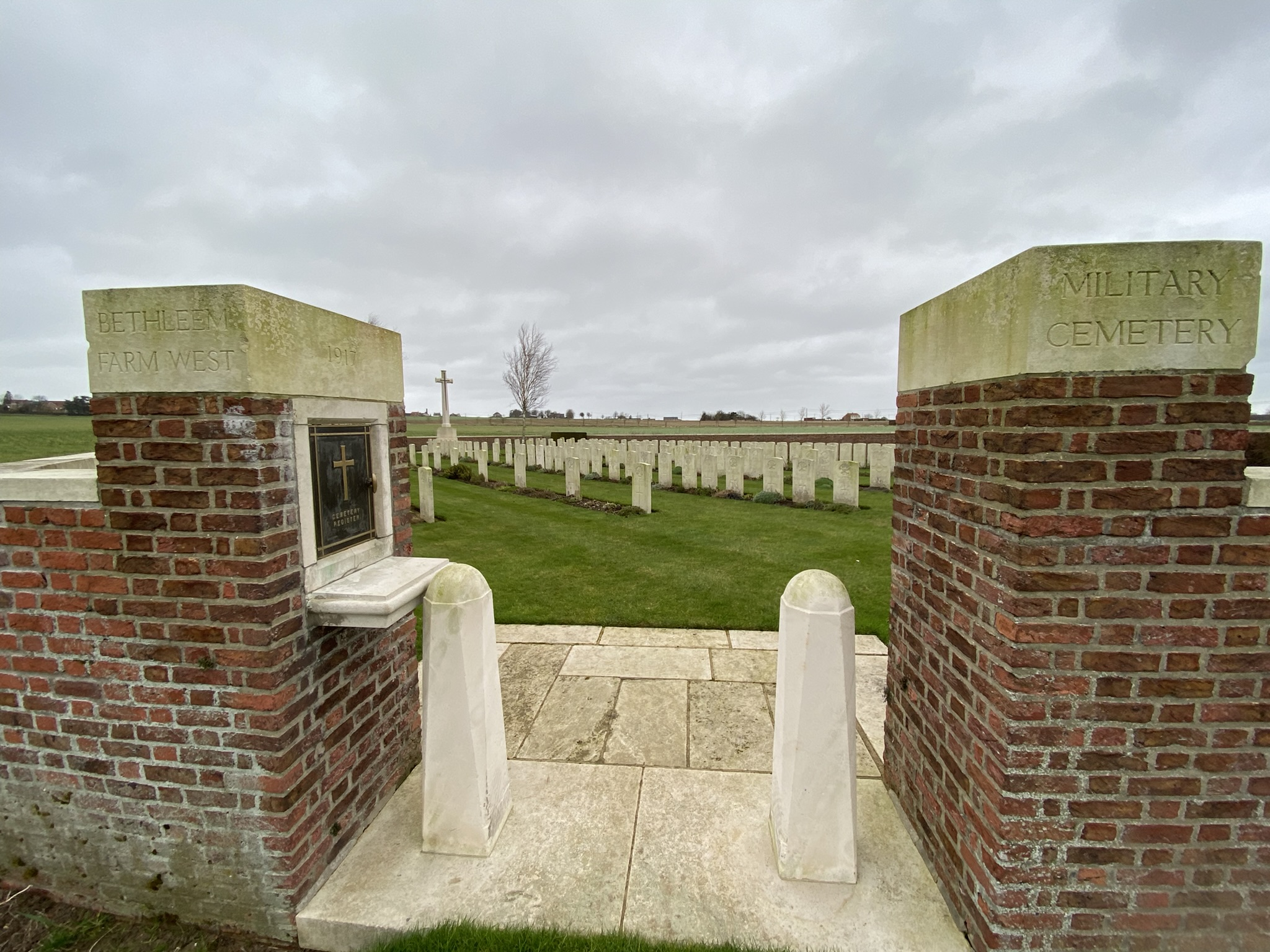
Britse Militaire begraafplaats - Het werd aangelegd om gesneuvelden samen te brengen van omliggende slagvelden en kleinere begraafplaatsen. Het gaat om gesneuvelden tussen oktober 1914 – oktober 1918. De meesten stierven in 1917.
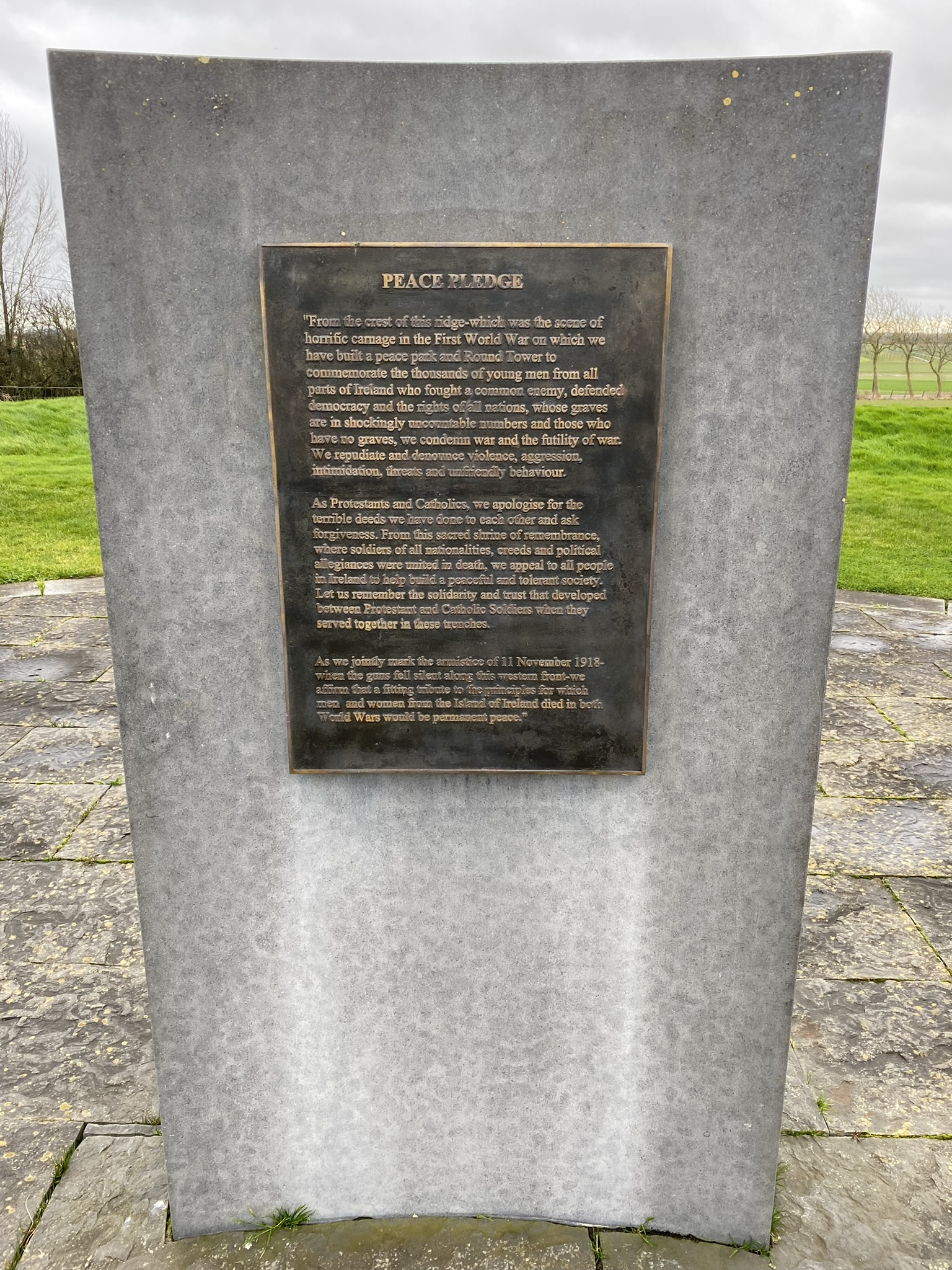
Peace Pledge - Gedenksteen waar alle Ieren worden herdacht die gesneuveld zijn in de Eerste Wereldoorlog.
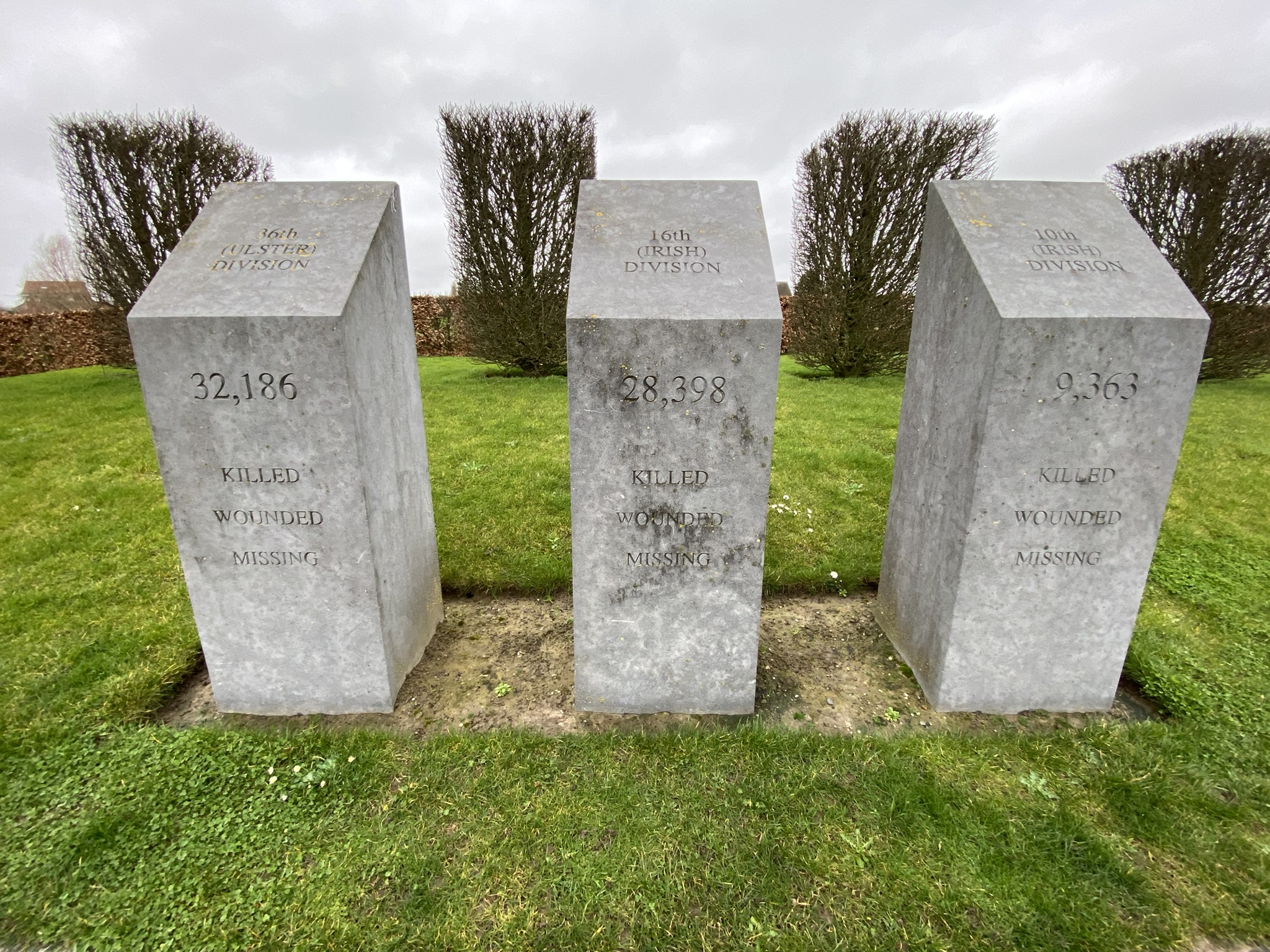
Gedenkzuilen ter herinnering aan 3 Ierse divisies - Gedenksteen met daarop de naam van de divisie. Op de voorkant van de zuil is het aantal doden, gewonden en vermisten terug te zien.
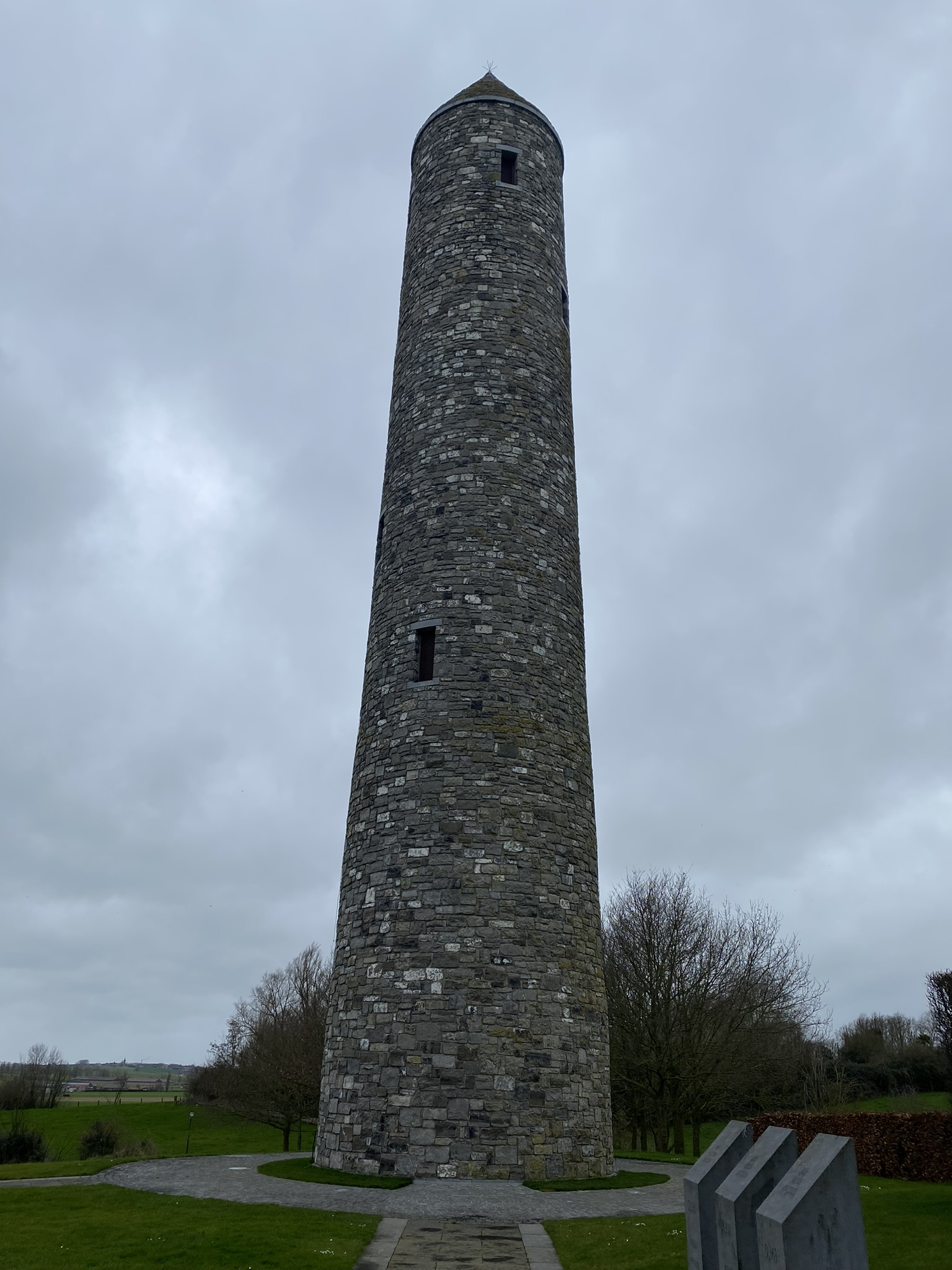
Ierse Vredestoren - Oorlogsmonument in teken van de Ierse soldaten die stierven, gewond of vermist raakten tijdens de Eerste Wereldoorlog. Het is gelegen op de plaats waar de 2e slag om Mesen plaatsvond in 1917. Weetje: Gemaakt door Ierse vrijwilligers.
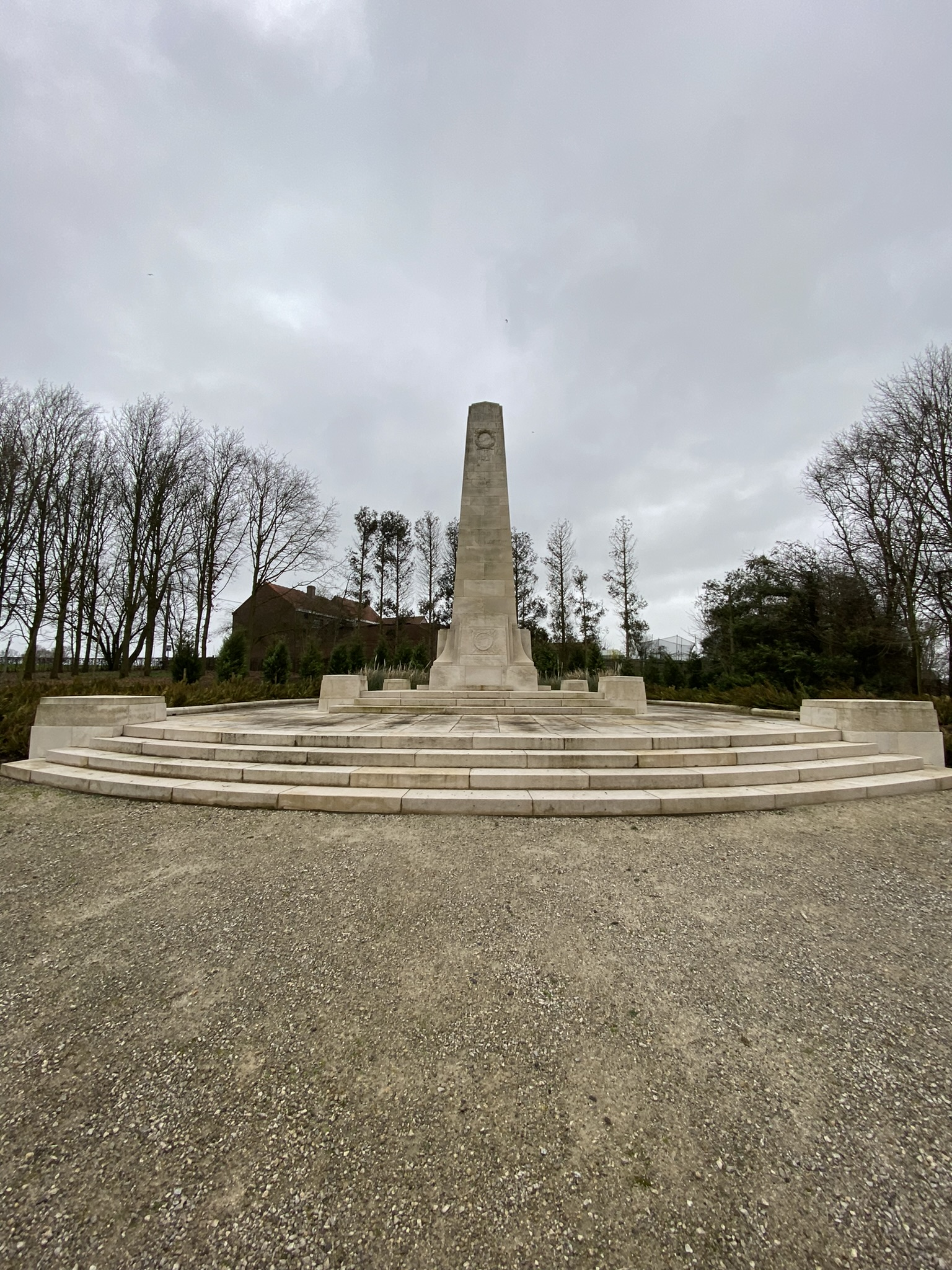
Britse Militaire begraafplaats - De begraafplaats bezit een historische waarde. Het werd aangelegd nadat de regio veroverd werd op 7 juni 1917. De begraafplaats bleef in gebruik tot december 1917. Het heeft ook een artistieke waarde door zijn verrassende ontwerp.
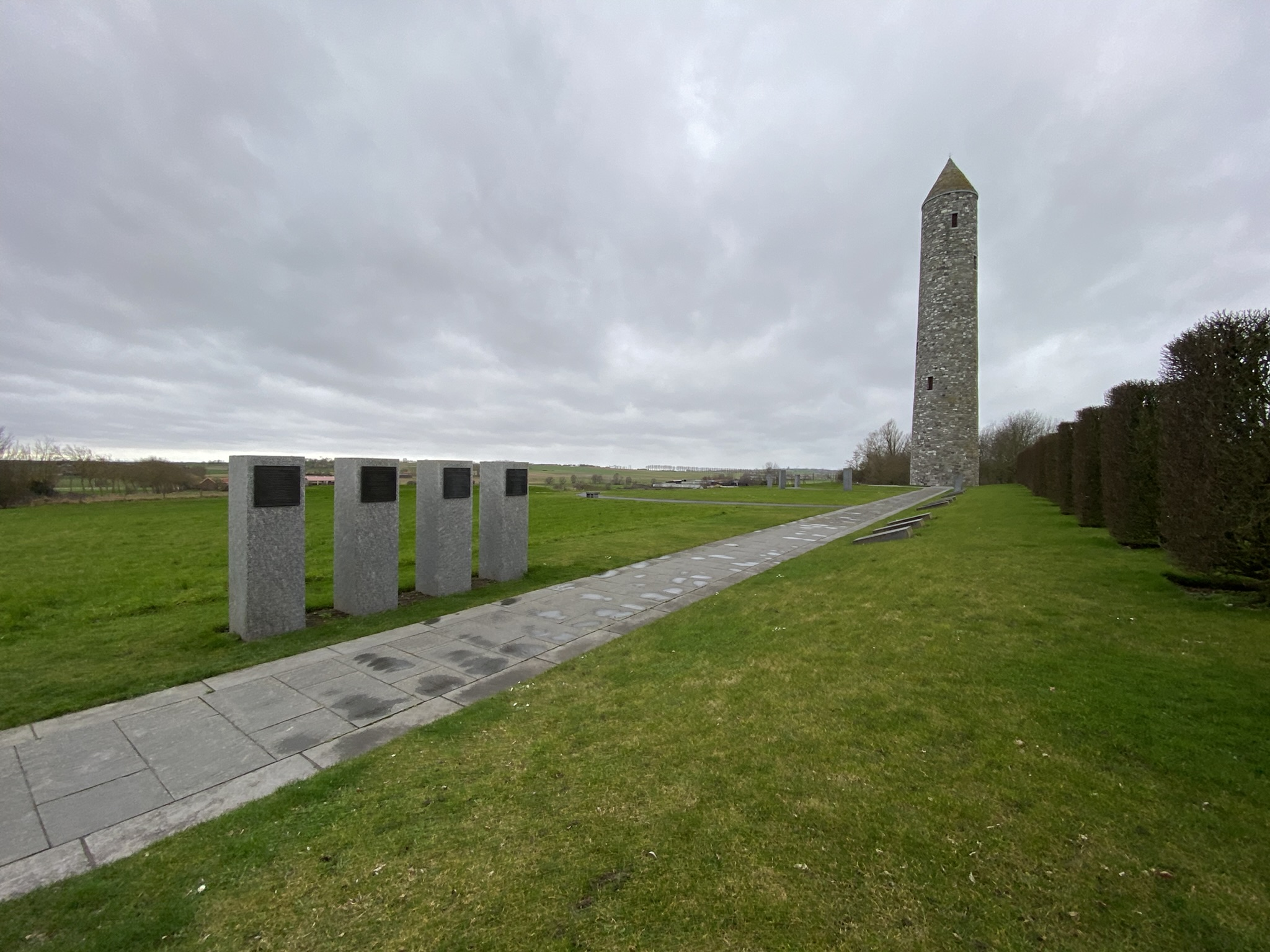
Iers Vredes Park - Nationaal gedenkteken voor Ierland sinds 1998.
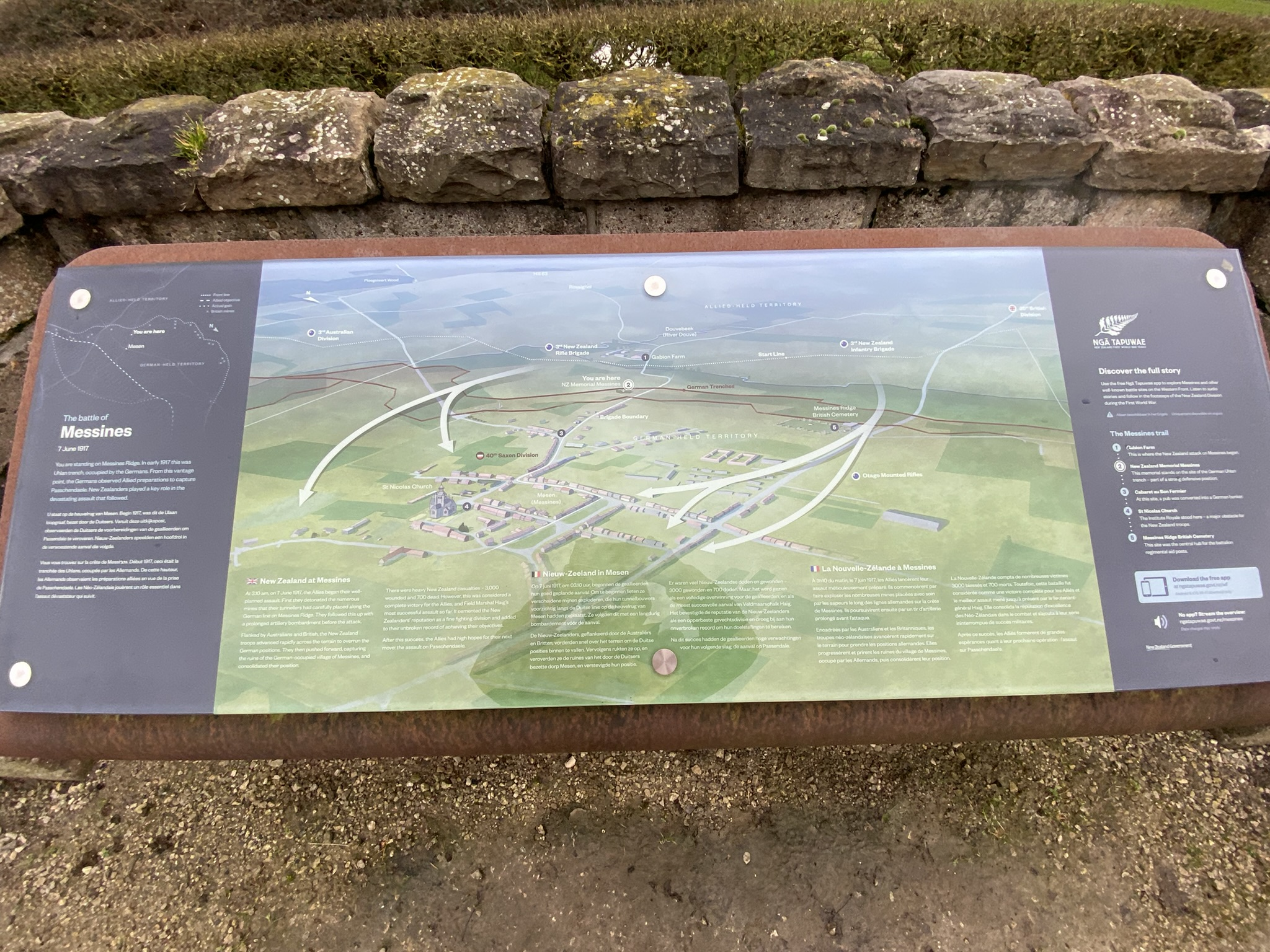
Panoramaplaat 'Battle of Messines' - Illustreert de gevechten van 7 juni 1917 (tweede slag om Mesen).
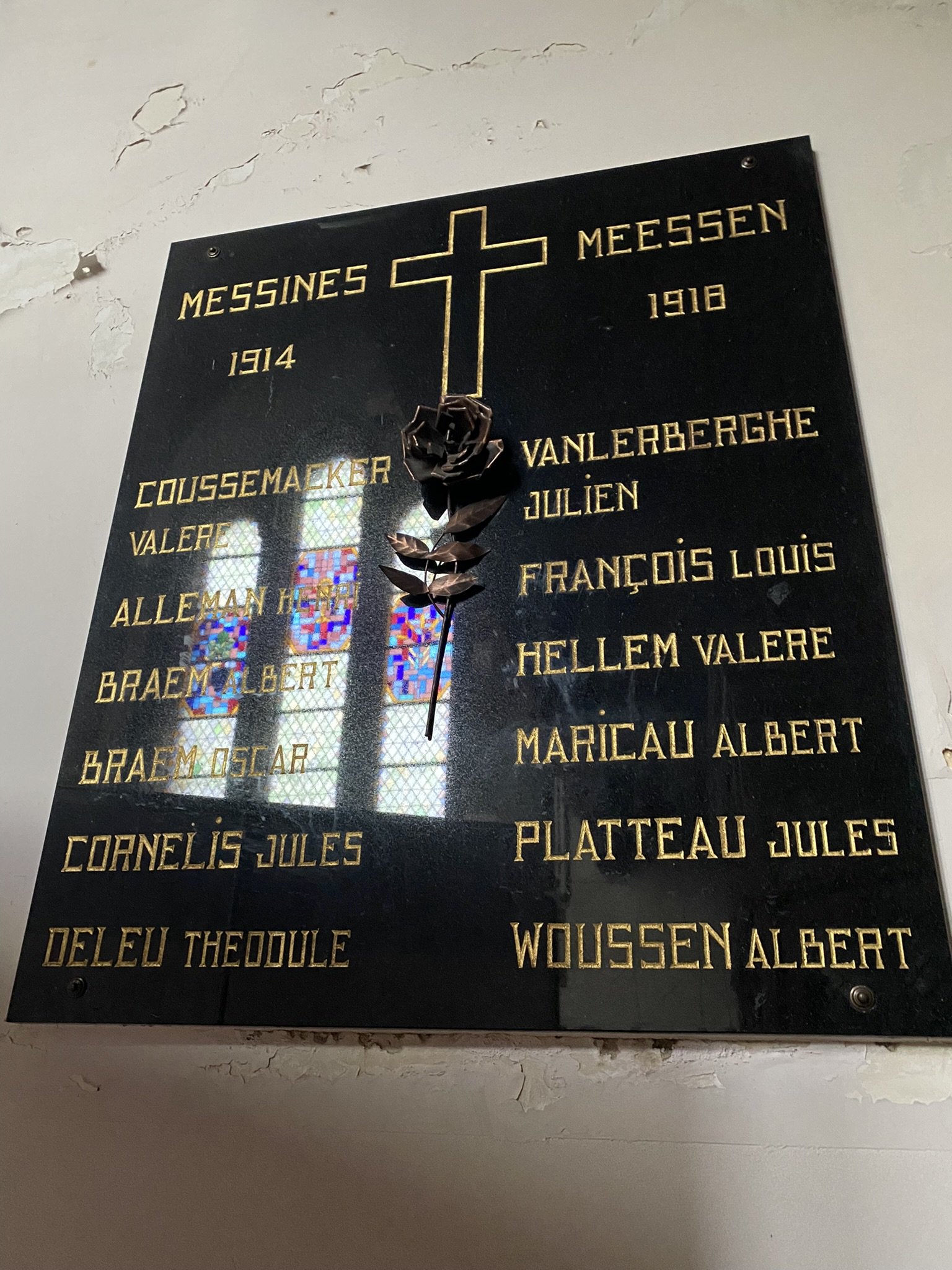
Gedenksteen in de Sint - Niklaaskerk - Voor de militaire slachtoffers van Mesen zelf.
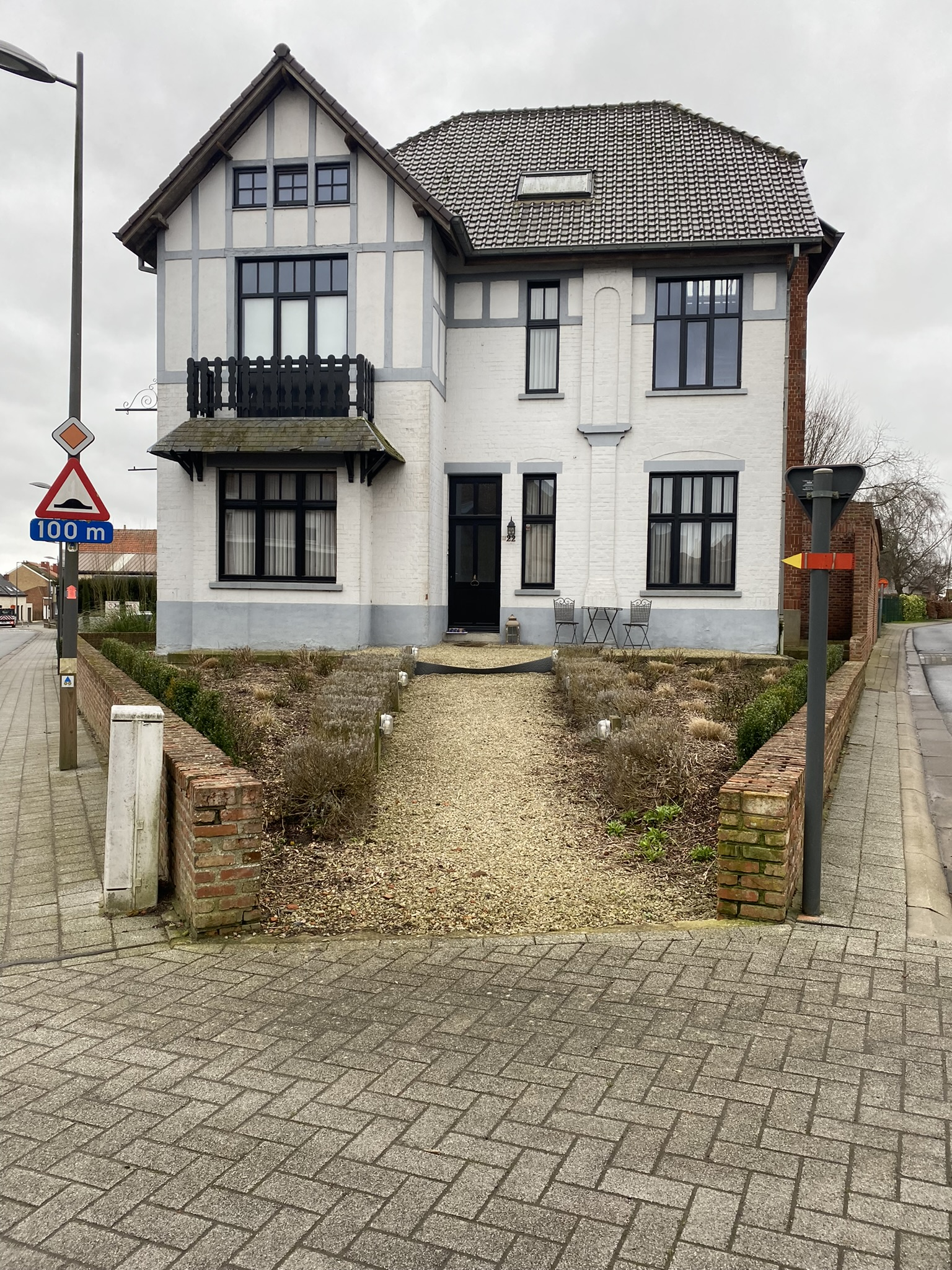
Herberg au Faubourg d'Armentières - Deze herberg werd gebouwd op de plaats waar het kasteel stond van Francois – Joseph Deleu. De villa was vernietigd tijdens de Eerste Wereldoorlog. Hij is gebouwd in een opvallende “cottagestijl”.
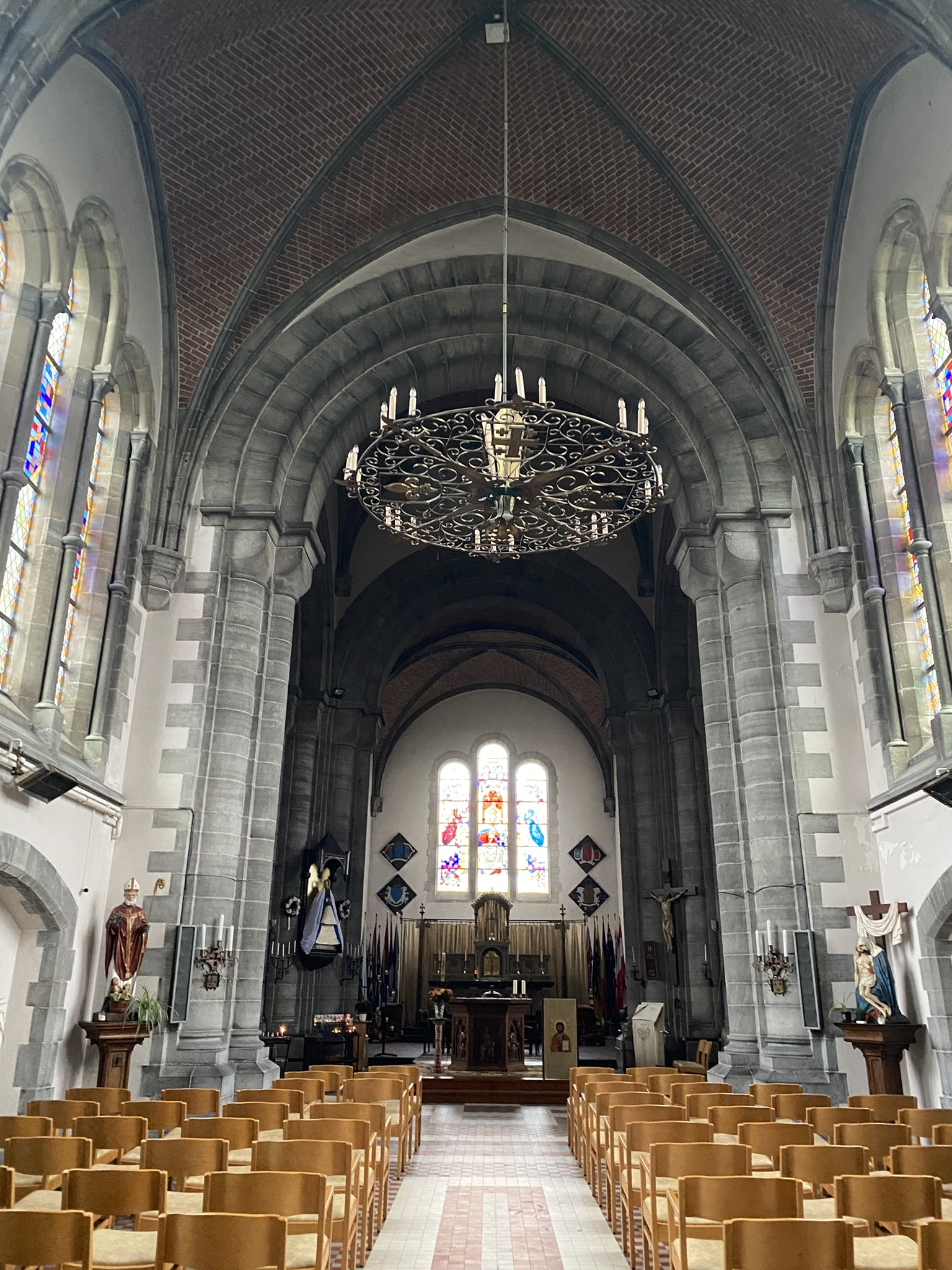
Kroonluchter in de Sint - Niklaaskerk - Geelkopere kroonluchter geschonken door Otto Meyer, overlevende van de slag om Mesen.
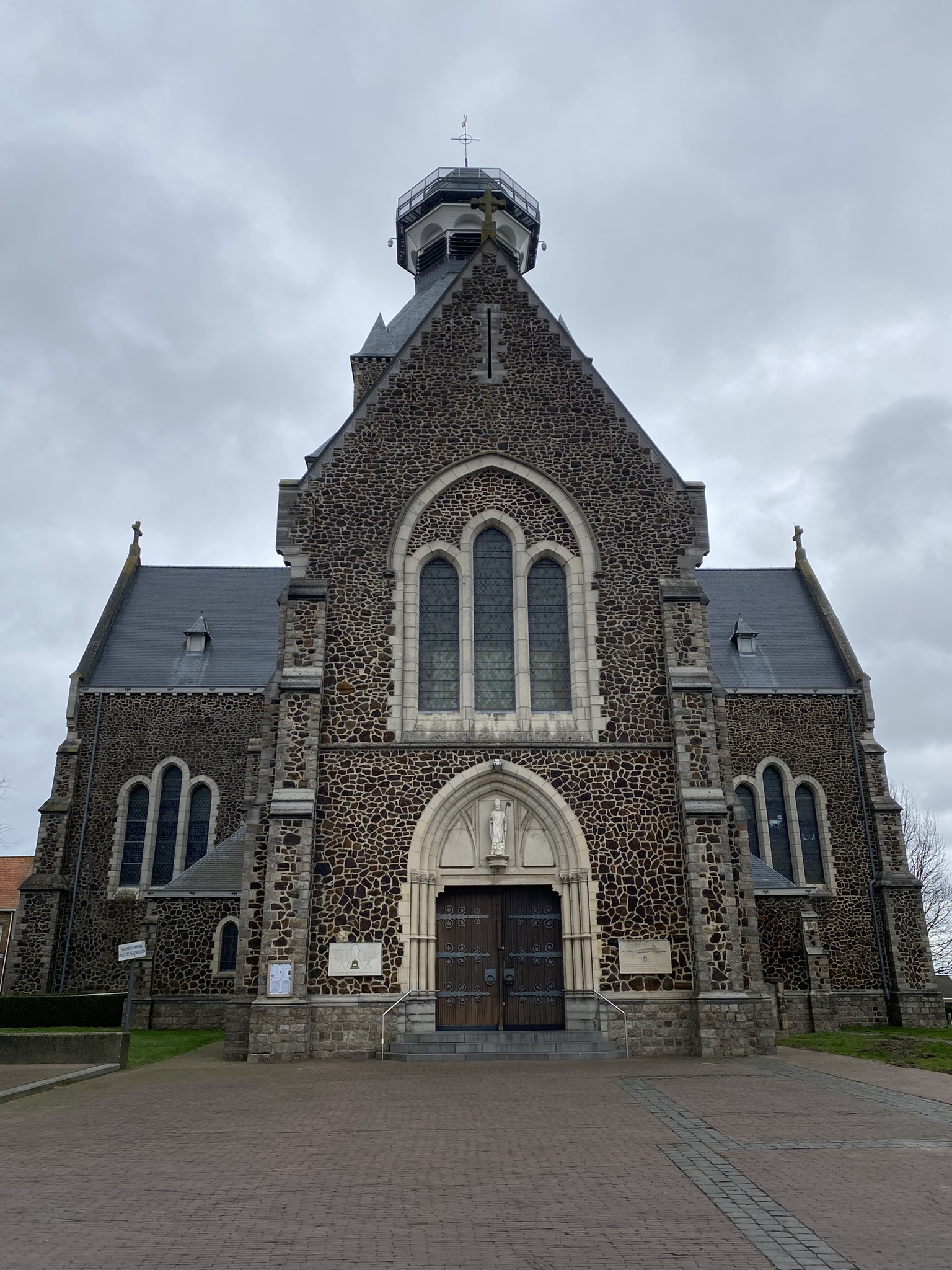
Sint - Niklaaskerk - Werd verwoest tijdens de Eerste Wereldoorlog. Adolf Hitler heeft een schilderij gemaakt van de ruïnes van de kerk. Gesticht in 1164.
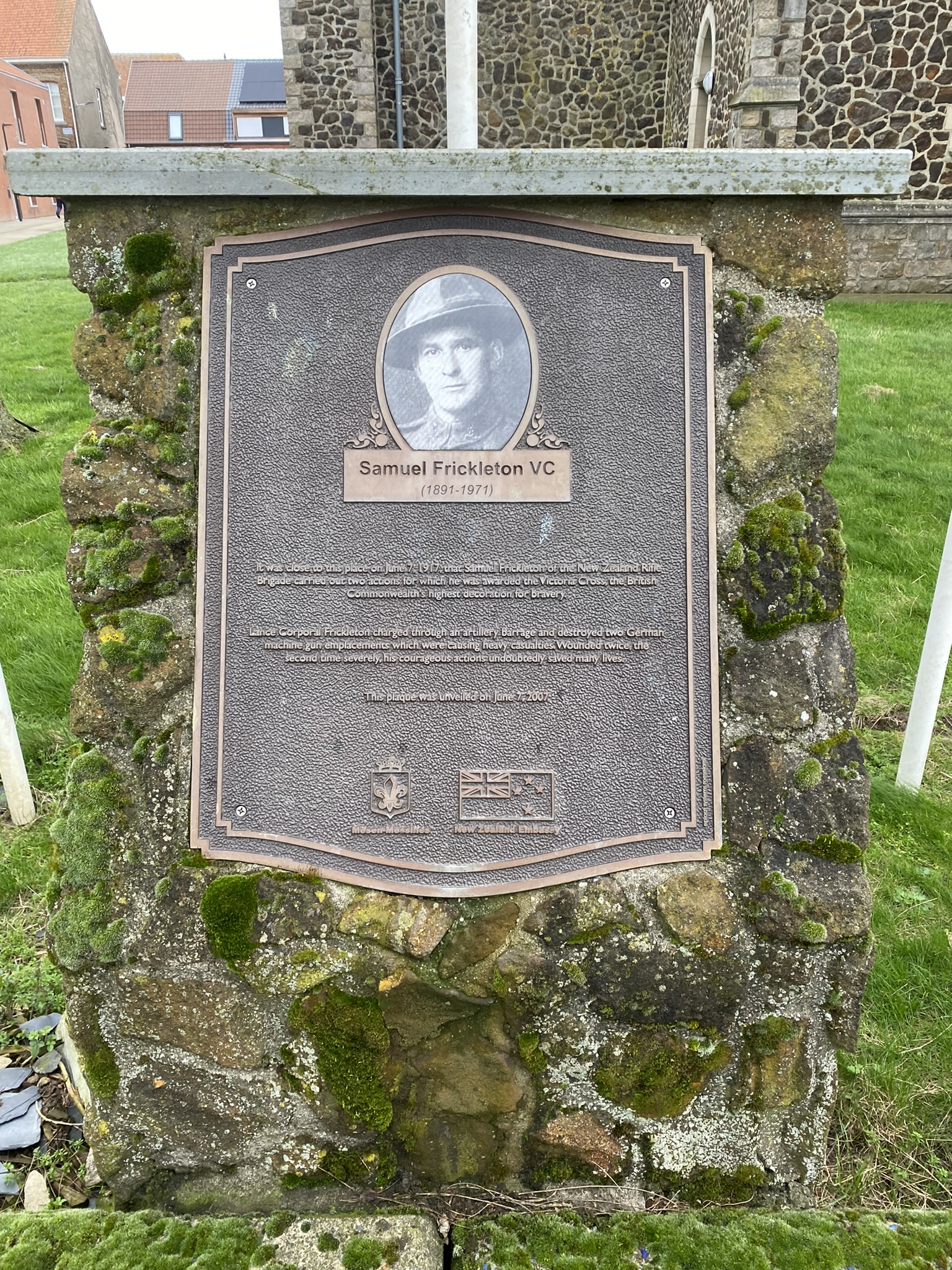
Herdenkingsplaat voor Lance Corporal Samuel Frickleton - Samuel Frickleton kreeg een Victoria Cross-medaille, omdat hij twee machinegeweerposten eigenhandig stukmaakte.
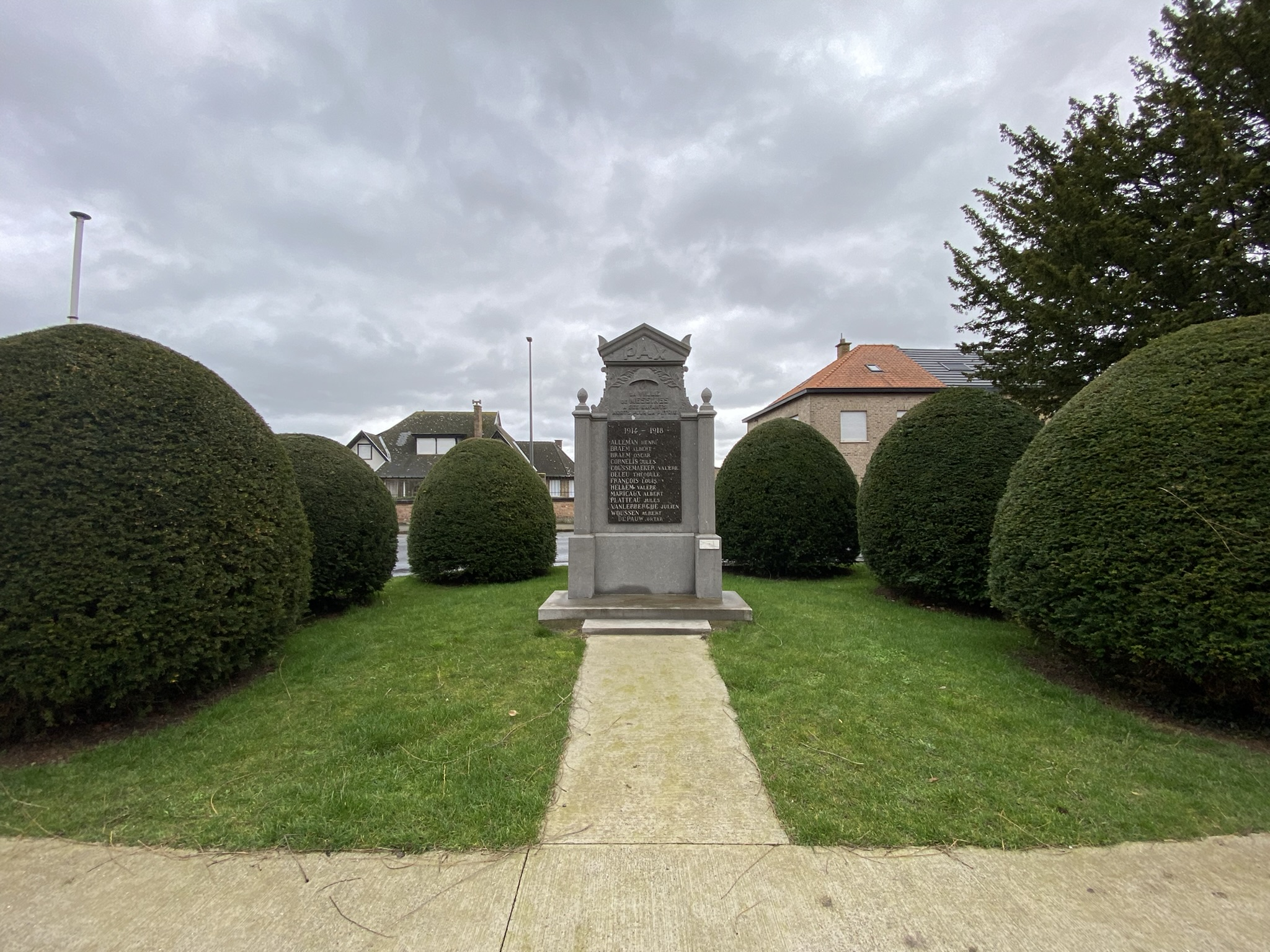
Gedenksteen - Voor de militaire slachtoffers van Mesen.
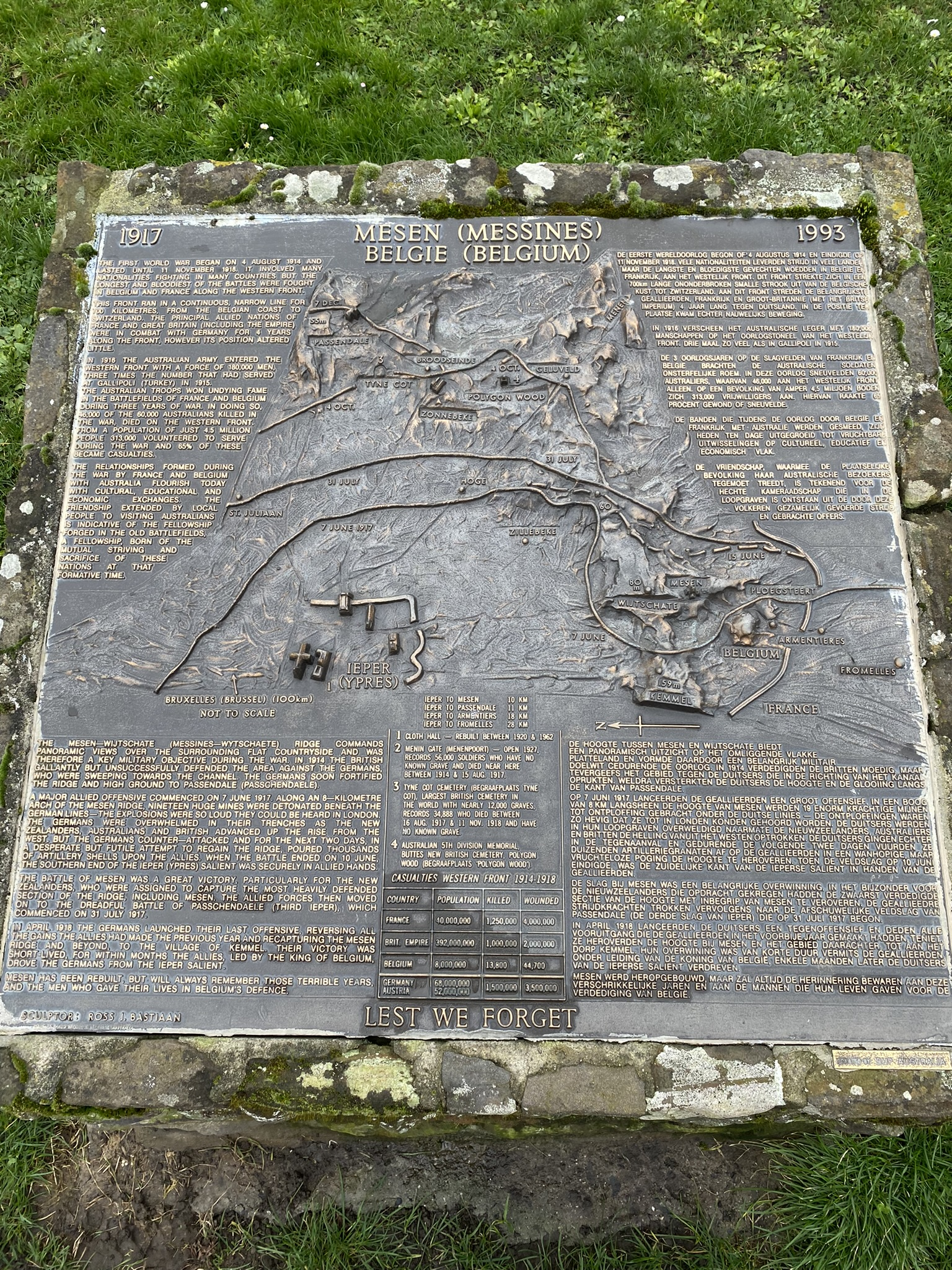
Bastiaansplaque - Herinnert aan de rol van Australië in alle oorlogen en vredesoperaties.
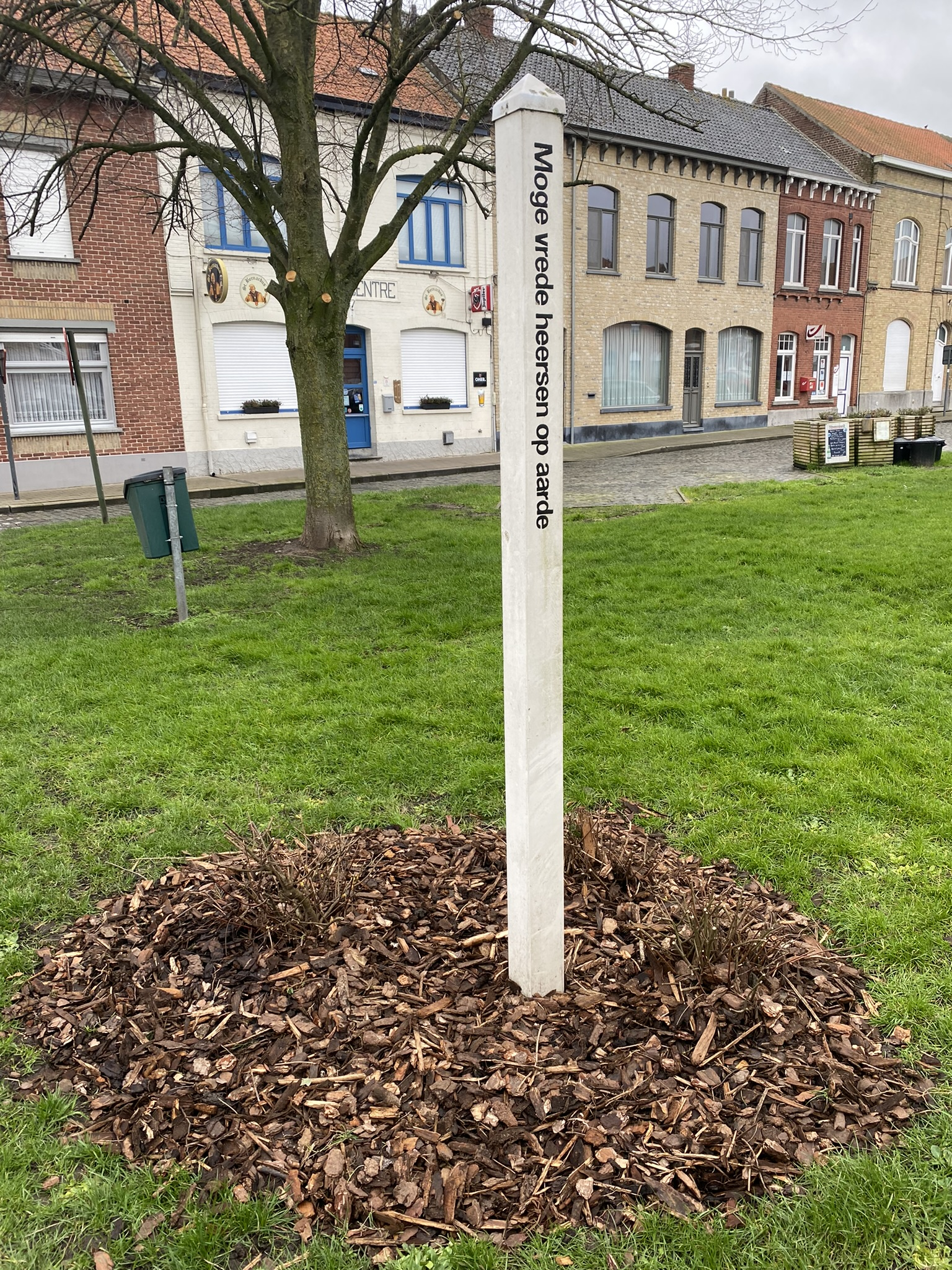
Japanse Vredespaal - Ingehuldigd 17 september 1989 door Mié Tabé, kunstenares uit Hiroshima. Ze werd geschonken door de Japanse vredesbeweging. De boodschap die erop staat zou ‘moge vrede heersen op aarde.” luiden.
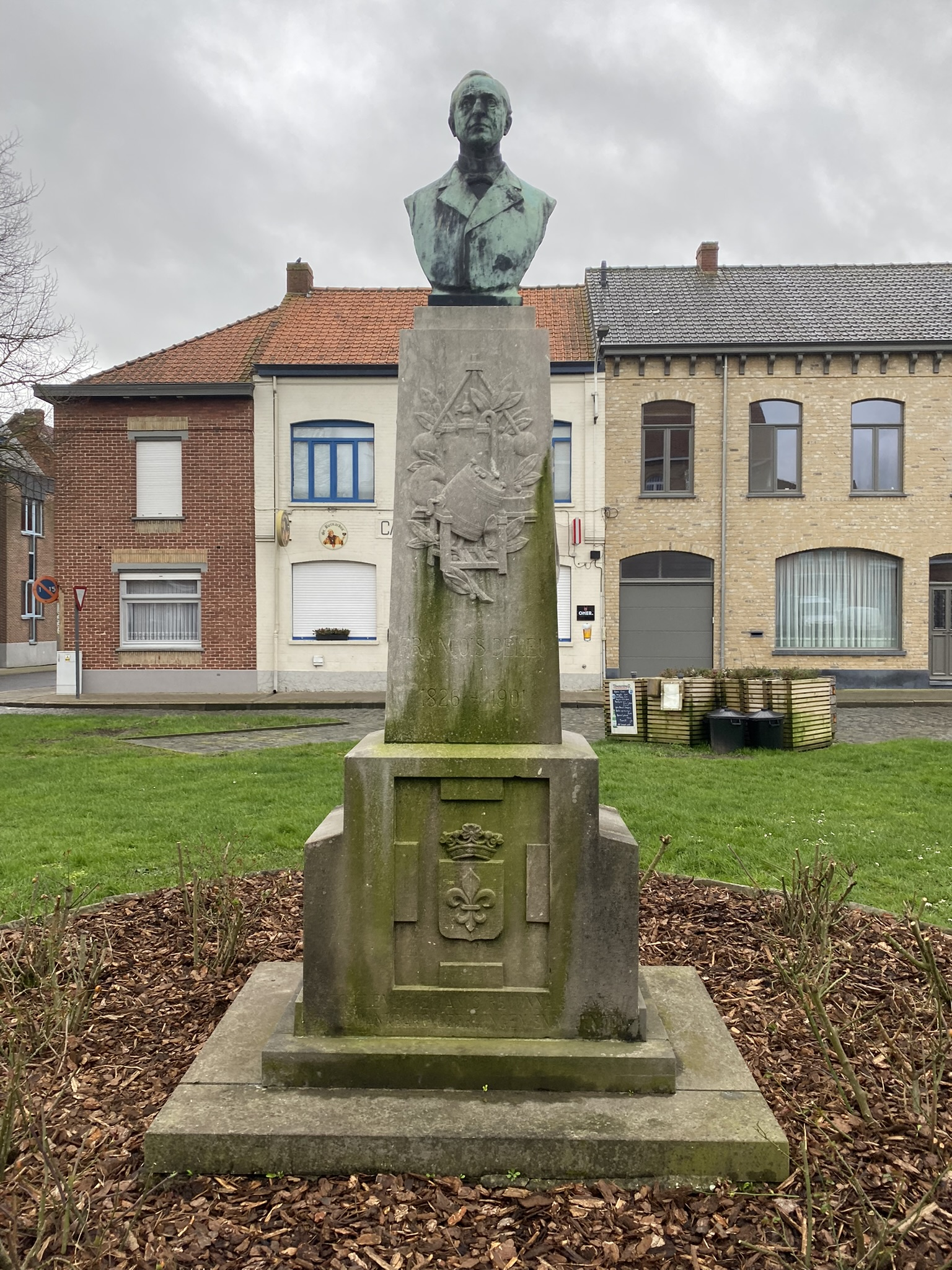
Borstbeeld François Deleu - Was de eigenaar van het kasteel waar nu Herberg au faubourg d’armentières gelegen is.
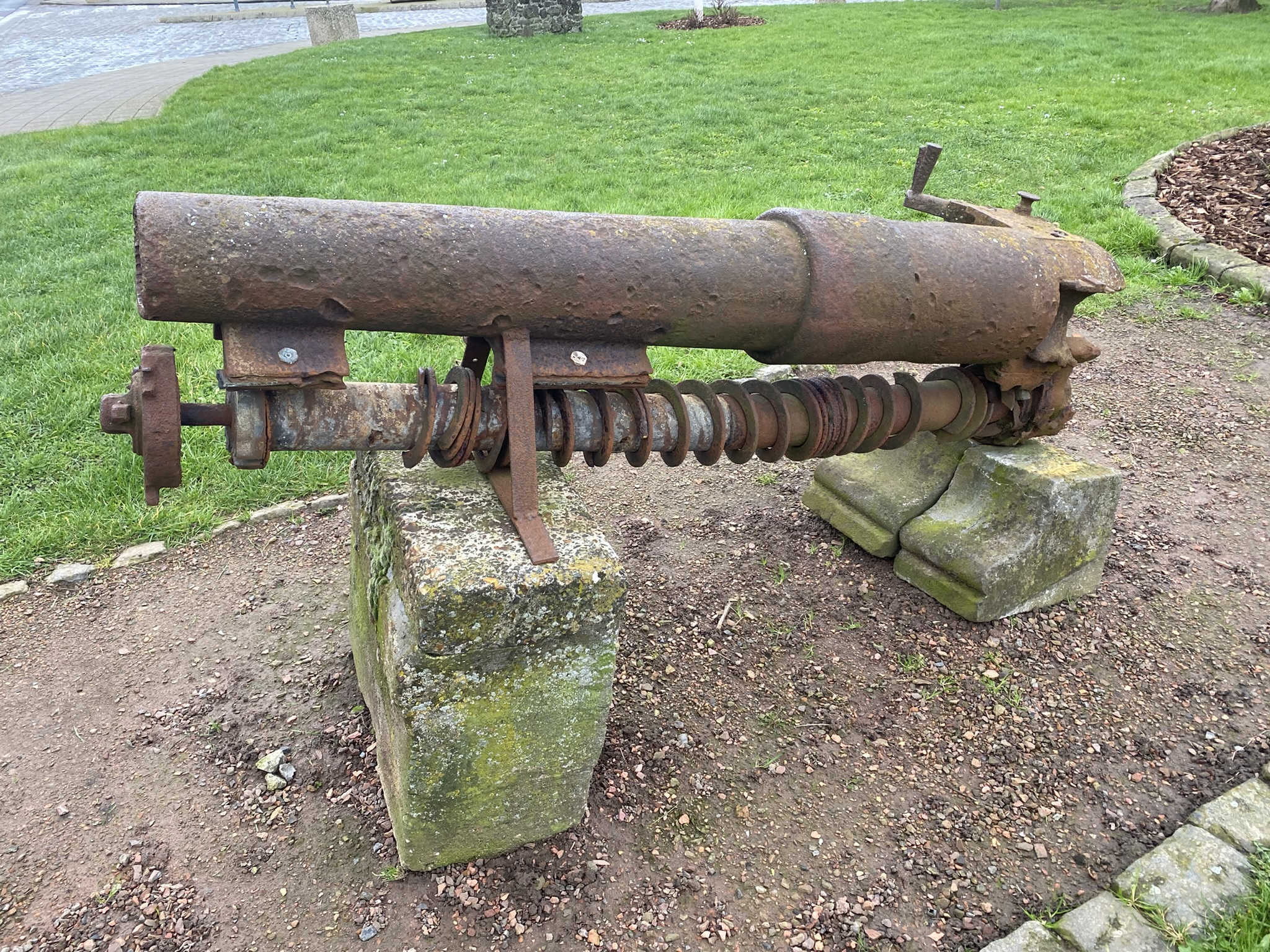
Kanon - Arduinen oorlogsmonument ter herdenking van de Mesense gesneuvelden tijdens beide wereldoorlogen.
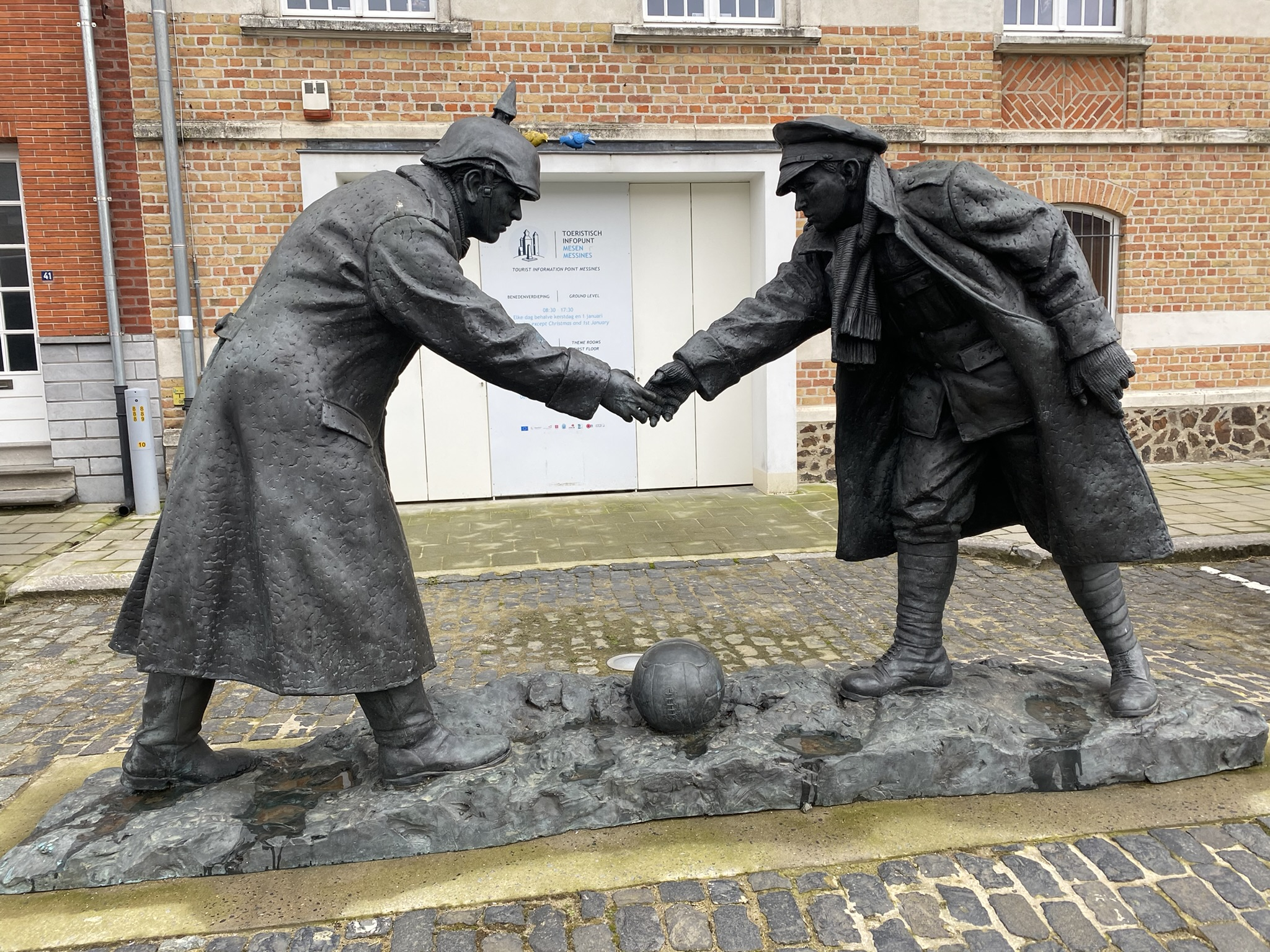
Standbeeld Kerstbestand - Het standbeeld geeft het Kerstbestand weer. Het zijn een Duitse en een geallieerde soldaat die elkaar de hand schudden, met tussen hen een voetbal als symbool voor de Tweede Kerstdag van 1914 waar ze samen voetbalden.
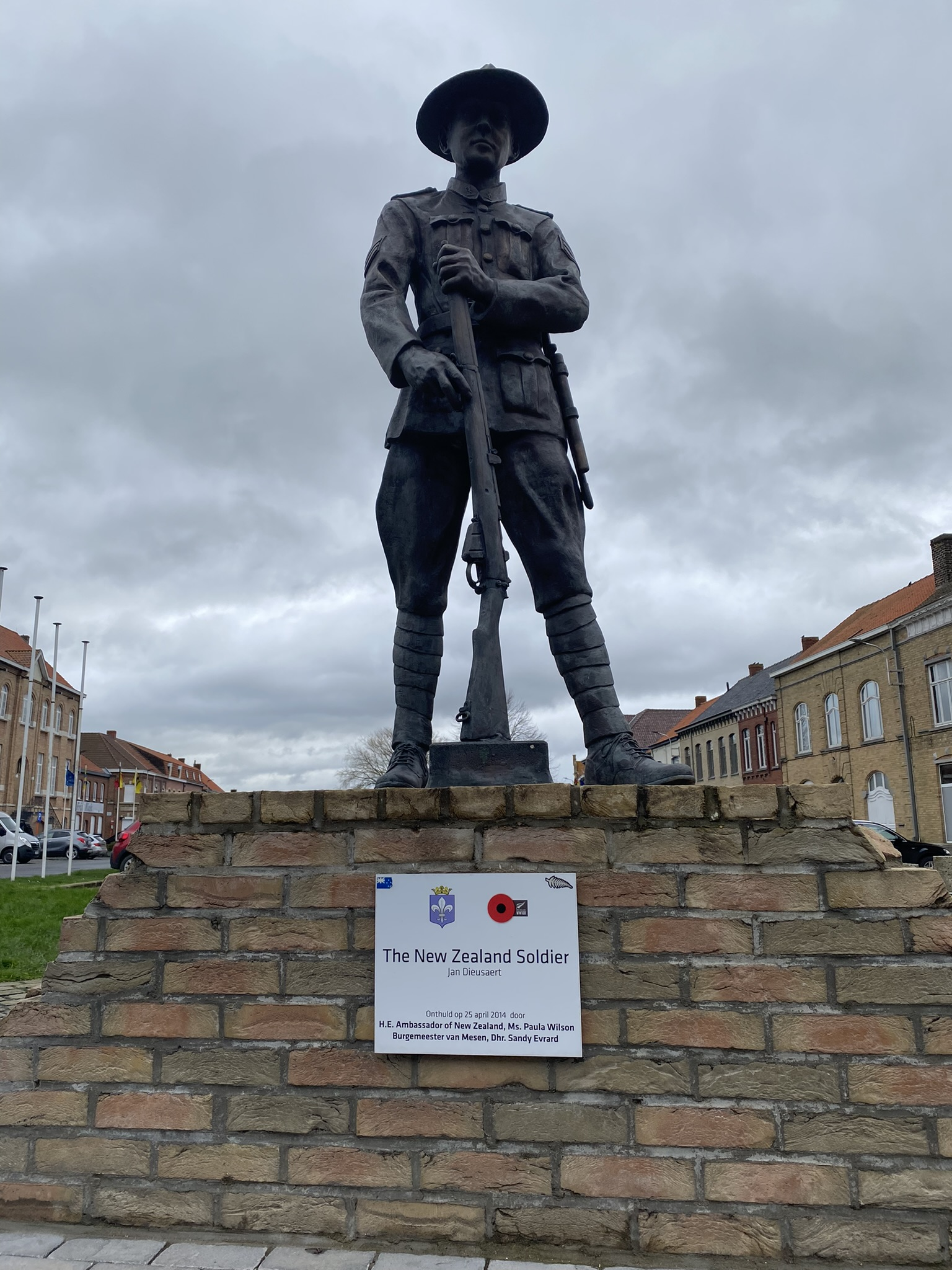
Standbeeld van een Nieuw - Zeelandse Soldaat - Standbeeld werd ingehuldigd 25 april 2014 ter herdenking van de gesneuvelde Nieuw–Zeelandse soldaten tijdens de Eerste Wereldoorlog.
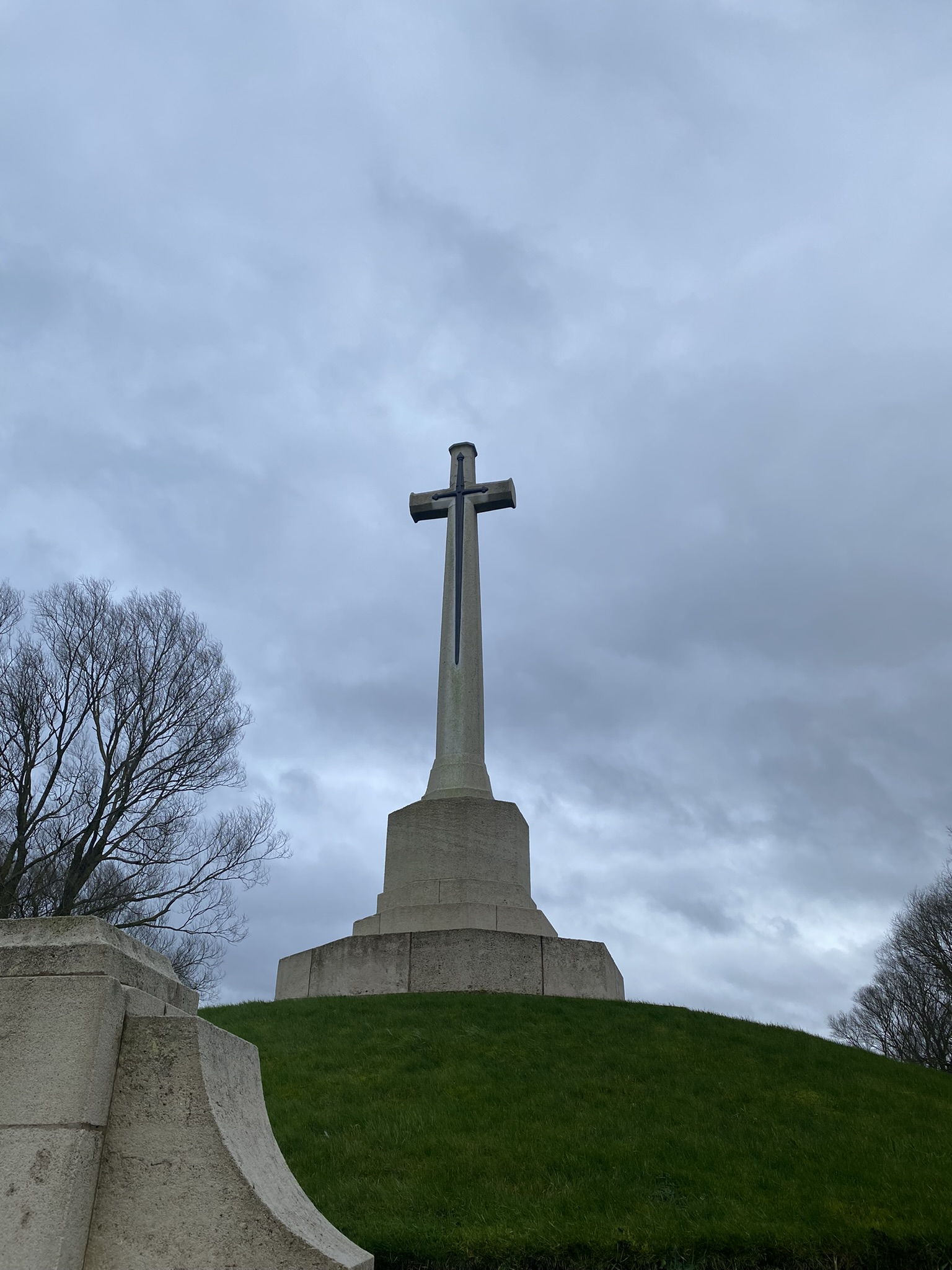
Herdenkingszuil op Messines Ridge - Herdenkingszuil die herinnert aan de overwinning van de Nieuw-Zeelanders. Ieder jaar wordt op deze plaats ANZAC–DAY herdacht (25 april).
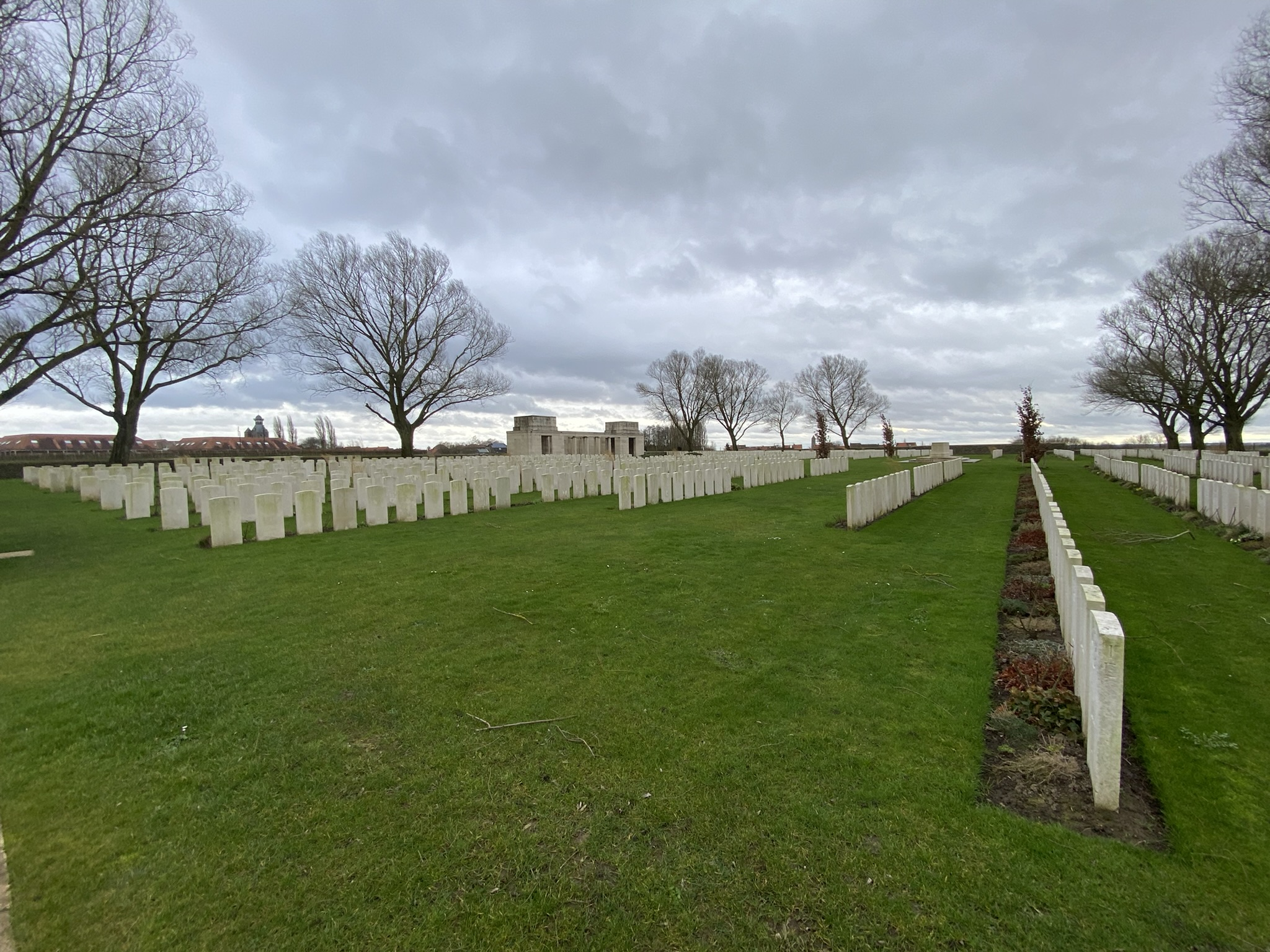
Messines Ridge - Nieuw–Zeelandse begraafplaats voor ruim 800 nieuw zeelanders die stierven 1917-1918, zonder gekend graf.
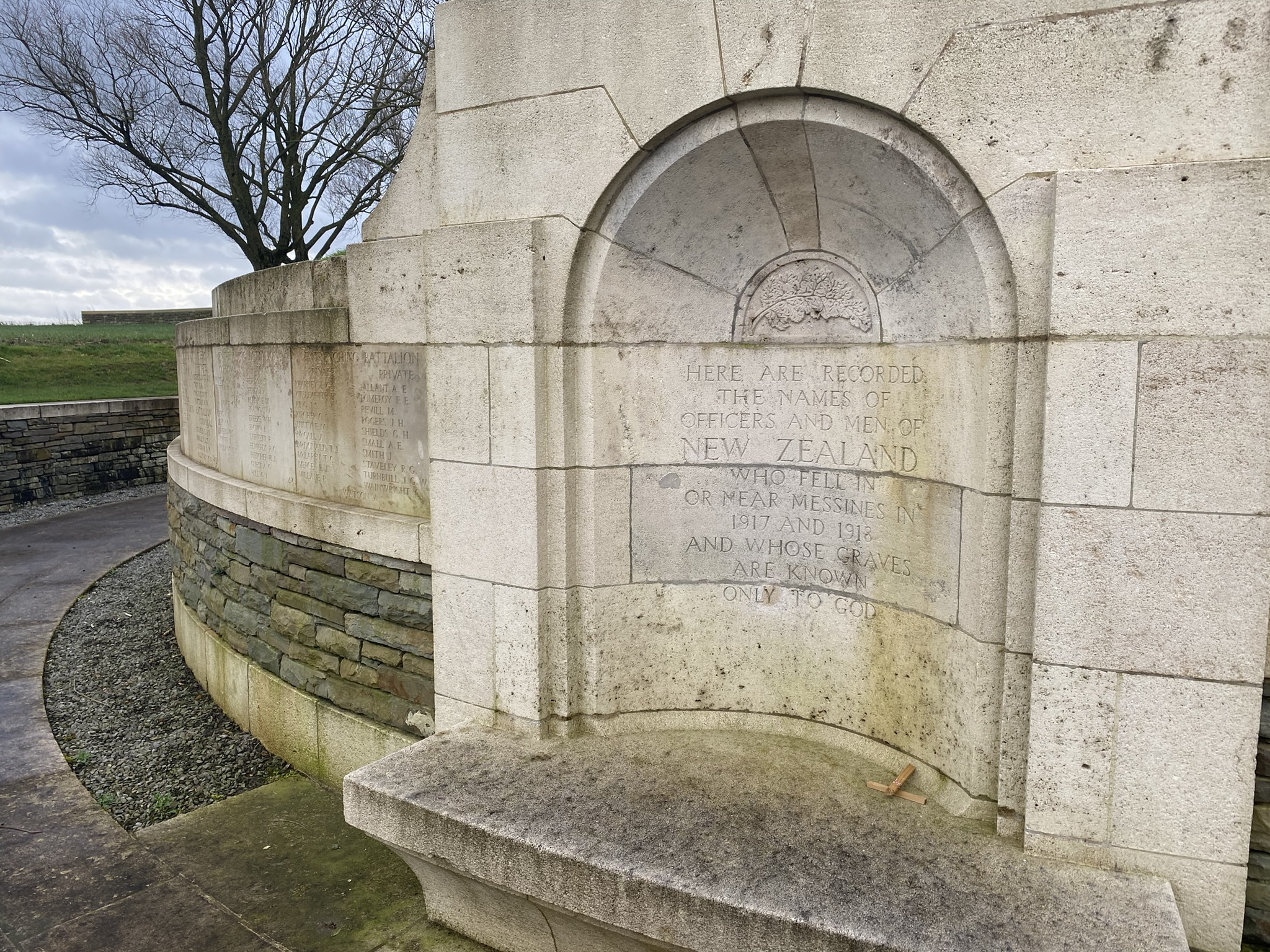
Herdenkingsteken - Ter nagedachtenis van de vermiste Nieuw-Zeelandse soldaten.

## Voetnoten
1. ↑  .Peter Oldham (2000). De Heuvelrug van Mesen. De Krijger, pp. 8 -143. ISBN 90-5868-007-X.